# Tassello

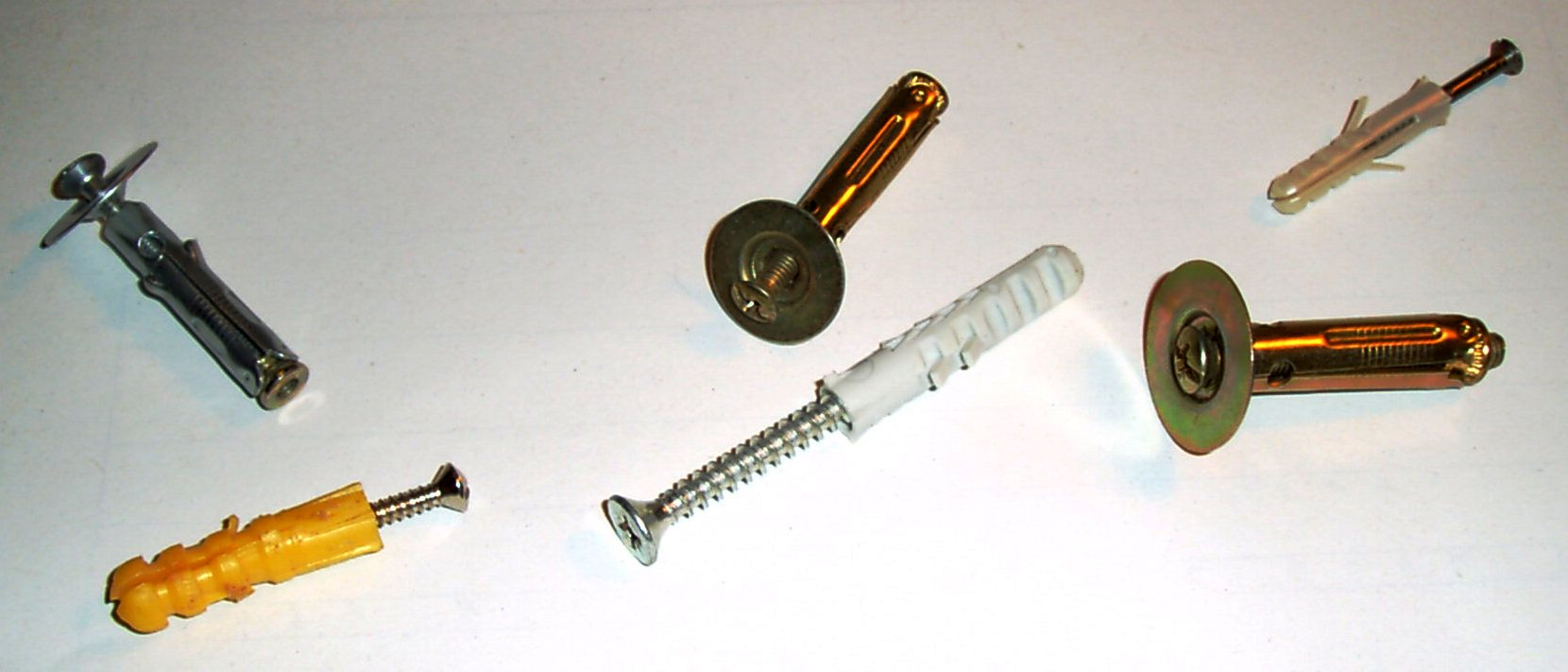
Vari tasselli in plastica e metallo

Il tassello è un sistema di fissaggio a muro utilizzato negli edifici, progettato per consentire una maggiore aderenza delle viti all'interno delle pareti.

## Storia
Il tassello originale, il Rawlplug, dell'inglese Rawlplug Ltd., fu inventato da John Joseph Rawlings nel 1910-1911. L'invenzione del tassello in plastica la si deve a Artur Fischer negli anni cinquanta/sessanta.

## Descrizione
Un tassello è composto da:
- un involucro esterno in plastica seghettata o in metallo
- una normale vite

Le fasi di montaggio di un tassello prevedono: 
- l'apertura di un foro, nella superficie in cui andrà posizionato il tassello, di diametro pari all'involucro esterno
- l'inserimento dell'involucro
- l'avvitamento della vite all'interno dell'involucro.

Il bloccaggio, e la resistenza a una eventuale trazione applicata, sono garantiti dall'involucro esterno che, aprendosi nella fase di avvitamento, aumenta la sua sezione. Per fissaggi impegnativi, il tassello metallico garantisce nel tempo una maggiore sicurezza di tenuta.

## Variante chimica
Esiste un tipo di tassello che utilizza una resina per legare chimicamente il muro e il filetto metallico. La resina viene inserita, insieme alla vite, nel foro praticato nel muro. Con l'asciugatura e l'indurimento, essa forma un unico blocco con il cemento.
Solitamente i tasselli chimici sono usati dove c'è bisogno di una forte resistenza meccanica (alle vibrazioni ad esempio) insieme all'impossibilità di svitare il tassello (una grata anti-effrazione).
Il costo dei tasselli chimici è solitamente molto più elevato rispetto ai normali tasselli meccanici.